# ヘンリー・フィニアス・リオル・サンキー

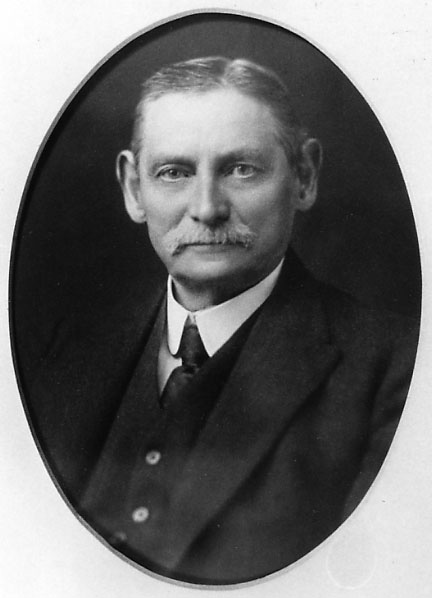
マシュー・ヘンリー・フィニアス・リオル・サンキー大尉（1853年–1925年）

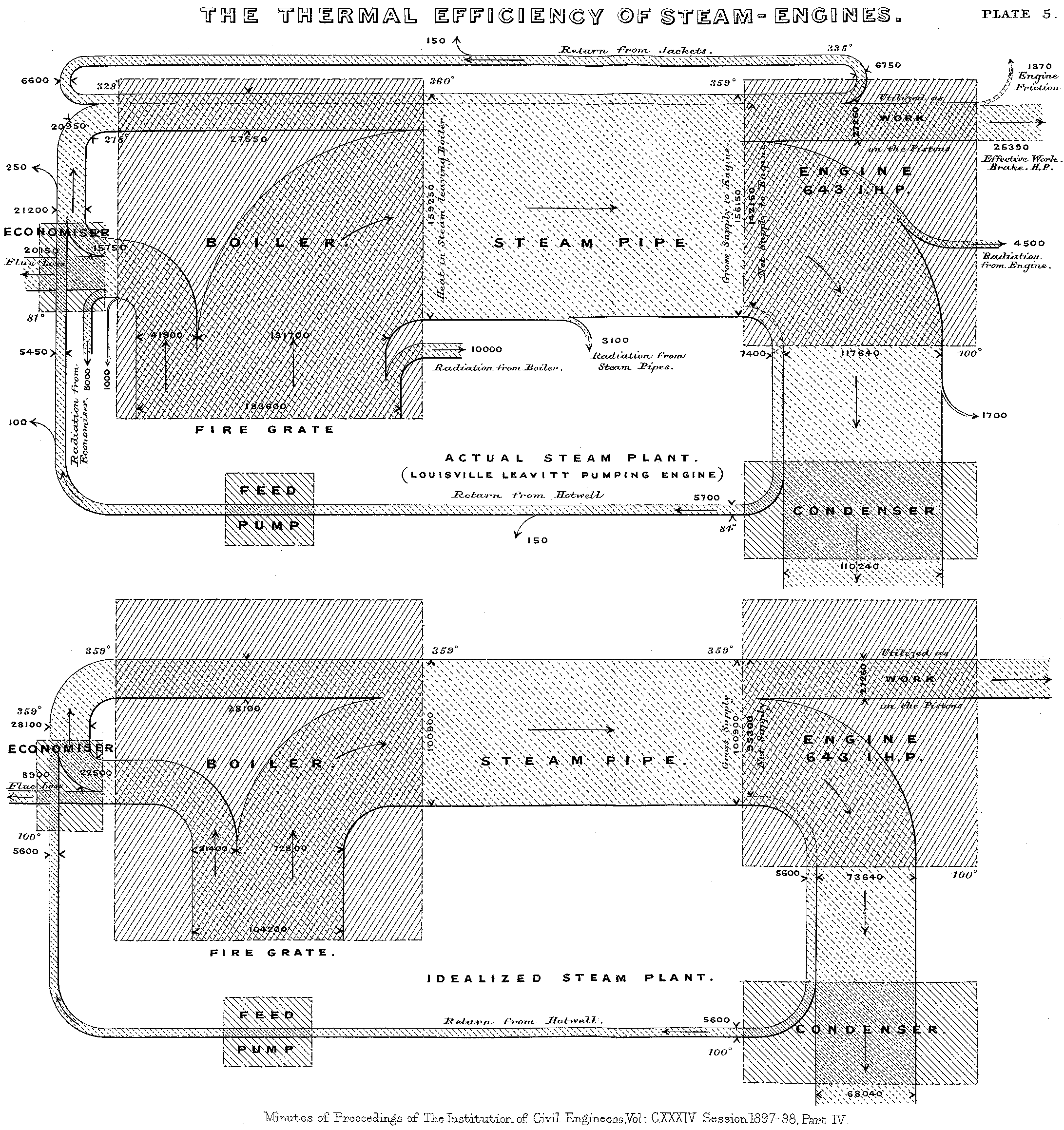
初期のエネルギー流図2件（サンキー作、1898年）

マシュー・ヘンリー・フィニアス・リアル・サンキー大尉（Matthew Henry Phineas Riall Sankey、1853年11月9日、アイルランドのニーナ Nenagh生まれ、1925年10月3日イーリング没）は、アイルランド出身の技術者である。システム内のさまざまな流量を表す「サンキー・ダイアグラム」の名前の由来である。

## 経歴
ティペラリー県ニーナに生まれる。父は将軍であり、スイスに留学してモルジュならびにシャフハウゼンで学業を修めると、イギリス王立陸軍士官学校（グリニッジ近郊ウーリッジ）に入りケント州チャタムの陸軍工兵学校に進んだ。1873年にイギリス陸軍に工兵として採用されるとイギリス国内と海外領土ジブラルタルで勤務したのち、王立陸軍士官学校教官としてカナダ（オンタリオ州キングストン）に遣わされた。イギリス本国サウサンプトンに転じて国内の調査を命じられ、ピーター・W・ウィランズ社に出向し（1882年）、鉛版印刷と蒸気エンジンの製造工程を監督した。
社主ウィランに見込まれたサンキーは転職の誘いに応じ1889年に除隊すると、以来、ウィランズ・アンド・ロビンソン社の管理職を務めて相談役に昇進、さまざまな企業の取締役を歴任している。機械学会会長（Institution of Mechanical Engineers 1920年 - 1921年）を拝命した。

## 実績
研究における中心課題は、蒸気機関の運転効率を常に高め、ひいては経済性を向上させることであった。サンキーは研究の一環として1898年に蒸気機関の熱効率を論じ、エンジンのエネルギー流の実際と理想を比較した。熱の流れを線分として示す図により理論を視覚化する試論を建てた。その幅は一定期間ごとに機関に供給または排出される熱量を示すはずであった (図を参照)。ところが、この形式は単にエネルギー効率をめぐる議論から生じた無駄な考察として、サンキーは二度と採用しなかった。
それでも10年を経て、同様の図を国際的に発表した別の考案者は、発明者に敬意を表して図の方式にサンキー・ダイアグラムと名付けている。

## 主な著作
日本語資料、発行年順。
- 金尾忠義「第5章§第1節 熱勘定とサンキー線図」『内燃機関』12版、35頁（共立出版、1953年）doi:10.11501/2470371、国立国会図書館書誌ID:000000925313。第5章の題は「熱勘定、効率及馬力の計算、回転数、行長比、2サイクル機関と4サイクル機関との比較」。
- 内丸最一郎「第1章 概論 (19) サンキー式線図」『内燃機関』前編、96-98頁（技報堂、1958年）doi:10.11501/2486646、国立国会図書館書誌ID:000000985086。1892年刊（明治24年）『瓦斯及石油機関』の第3次改版。
- 「リバプール・アンド・マンチェスター鉄道 §サンキー高架橋」『世界鉄道全史 : ビジュアル図鑑』23頁（スタジオタッククリエイティブ、2019年）ISBN 978-4-88393-853-7、国立国会図書館書誌ID:029939740。

欧文資料、発行年順。
書籍：
- 1879年 Elementary theory and calculation of iron bridges and roofs. 原書はドイツ語版、August Ritter 著（1863年）
- 1898年 Temperature Entropy Or [theta Phi] Chart for 1 Lb. of H2O: Giving Also Volumes, Absolute Pressures and Dryness Fractions, Internal Energy, Water Heat, and Total Heat in British Thermal Units. Frost & Sons
- 1911年 Gas engines. with William Johnstone Marshall
- 1907年 The Energy Chart: Practical Applications to Reciprocating Steam-engines. E. & F.N. Spon

主な寄稿：
- 1888年 “The Maps of the Ordnance Survey: a mid-Victorian view”. Engineering (Charles Close Society London). (1888). 復刻版（1995年）。掲載誌の修飾語はa weekly illustrated journal。
- 1896年 “The Thermal Efficiency of Steam-Engines” (英語). Minutes of the Proceedings of the Institution of Civil Engineers 125:  182–212. (1896). doi:10.1680/imotp.1896.19564.（仮訳：「蒸気エンジンの熱効率」『イギリス土木学会会報』第125巻、1896年、182–212頁）
- 1898年 “Introductory Note on the Thermal Efficiency of Steam-Engines” (英語). Minutes of the Proceedings of the Institution of Civil Engineers 134:  278–283. (1896). doi:10.1680/imotp.1896.19564.